# Hugo Meurer
Hugo Meurer est un amiral allemand de la Première Guerre mondiale, né le 28 mai 1869 à Sallach en Carinthie (Autriche-Hongrie) et mort le 4 janvier 1960 à Kiel (Allemagne de l'Ouest).
En novembre 1918 à la fin de la Première Guerre mondiale, il a été chargé de mener la flotte allemande à la reddition.

## Biographie
Hugo Karl August Meurer commence sa carrière comme Kadett en 1886.
Au cours de la Première Guerre mondiale, il est commandant du SMS Deutschland à la bataille du Jutland.
En 1917 il devint Konteradmiral et commandant en second de la 4e escadre de la flotte de haute mer.
Du 21 février au 2 mai 1918, il commande une unité spéciale (Sonderverband) dans la mer Baltique et participe à l'expédition de libération de la Finlande.
En novembre 1918, il est le représentant de l’amiral Franz von Hipper pour les détails de la négociation avec l’amiral britannique David Beatty : cela conduit la flotte allemande à traverser la mer du Nord pour aller se livrer sur la base de Scapa Flow au nord de l’Écosse. Il quitte la marine en 1920 avec le rang de Vizeadmiral.
Il est enterré au Nordfriedhof de Kiel.

## Décorations
- Ordre de l'Aigle rouge
- Croix de fer